# Đá Đức Hòa
Đá Đức Hòa (tiếng Anh: Empire Reef; tiếng Trung: 主权礁; bính âm: Zhǔquán jiāo, Hán-Việt: Chủ Quyền tiêu) là một rạn san hô thuộc cụm Sinh Tồn của quần đảo Trường Sa. Đá nằm gần đầu mút đông bắc của cụm Sinh Tồn, cụ thể là ngay phía tây của đá Ba Đầu và phía đông bắc của đá Bãi Khung.
Đá Đức Hòa là đối tượng tranh chấp giữa Việt Nam, Đài Loan, Philippines và Trung Quốc. Hiện chưa rõ nước nào thực sự kiểm soát đá này.